# 京都市伏見区の町名

伏見区の位置

京都市伏見区の町名（きょうとしふしみくのちょうめい）では、京都市伏見区内に存在する公称町名を一覧化するとともに、その成立時期・成立過程等について概説する。

## 区の概要
京都市の南部に位置する。区域は東西に長く、伏見城のあった桃山地区、城下町で酒造業で知られる伏見地区を中心に、北方の深草地区、東方の醍醐地区、西方・南方の郊外地区を含む。区の東部は醍醐山を中心とする山地、西部は宇治川、桂川に沿った平地である。区の南部には宇治市、久世郡久御山町にまたがって旧巨椋池干拓地が広がる。
区境は東の山間部で滋賀県大津市とわずかに接し、北は京都市山科区・東山区・南区、西は向日市・長岡京市・乙訓郡大山崎町、南は宇治市・久世郡久御山町・八幡市に接する。令和6年（2024年）9月現在、面積61.68平方キロメートル、推計人口は270,553人。区域はかつての紀伊郡、宇治郡を中心に西部は乙訓郡、久世郡、綴喜郡の一部を含む。
区内には伏見稲荷大社、醍醐寺、伏見城跡、明治天皇伏見桃山陵、史跡寺田屋、京都競馬場などがある。
区の成立は昭和6年（1931年）4月1日である。同日伏見市が廃止され、同日京都市は周辺27ヶ市町村を編入して市域を拡大し、伏見市、紀伊郡竹田村、深草町、堀内村、下鳥羽村、横大路村、納所村（のうそむら）、向島村（むかいじまむら）、宇治郡醍醐村の地域をもって新たに伏見区を設置した。その後、昭和25年（1950年）12月1日に乙訓郡久我村（こがむら）及び羽束師村（はつかしむら）、昭和32年（1957年）4月1日に久世郡淀町を編入している。

## 町名の概要
京都市内の町名には「大原来迎院町」のように旧村名、旧大字名に由来する地名（上記例の場合は「大原」）を冠称するものと、「亀屋町」「菊屋町」のような単独町名とがある。伏見区においては中心部の旧伏見市の区域は単独町名、その他は原則として旧大字名などの地区名を冠した複合町名である。
区内の公称町名の数は、『角川日本地名大辞典 26 京都府』下巻によれば、昭和55年（1980年）現在630町だった（「丁目」を有するものも1町と数える）。これらの町は令和3年（2021年）現在も大部分が存続しているが、平成9年（1997年）と平成18年（2006年）に土地区画整理事業実施に伴う町名町界の整理があり、町数は差引で12町増えて642町となっている。地図、郵便番号一覧表等には上記『角川日本地名大辞典』に公称町名として収録されない町名が散見されるが、これについては後述する。

## 旧伏見市地区

### 町数
伏見区の中心部は、豊臣秀吉が築いた伏見城の城下町であり、近世から町地化されていた。享保3年（1718年）の『伏見大概記』によれば、当時の伏見は北組158町、南組105町の町組が組織され、計263の町名が記されている。これら263町は各9組に分け、この他に地方附と称する27ヶ町が存在した。天保年間（1831年 - 1845年）には町数265町、北組は12組に分け、地方附は23ヶ町だった。これらの中には、複数の町組に重複して属するものもあり、実際の町数はこれより若干少ない。また、江戸時代末期（幕末）から明治時代初頭にかけて、1町が「東・西」「上・下」に分割されたり、町組に属していなかった周辺部の町が編入されるなどして町数に変動があり、明治7年（1874年）には267町が存在した。これらの町のうち、明治10年（1877年）に49町、明治22年（1889年）に31町が周辺の村に編入され、残余は188町となった。明治10年（1877年）に当時の六地蔵村に編入された15町のうち9町は、現在の行政区画では宇治市に属している。昭和4年（1929年）の伏見市成立時には、「東・西」「上・下」に分割されていた町を再統合したり、小規模な町を隣町に編入する等の整理が行われ、町数は20減って168町となった。なお、以上の町数は「銀座町一丁目、銀座町二丁目、銀座町三丁目、銀座町四丁目」などの各「丁目」を1町と数えている。

### 行政区画の変遷
京都府設置に際し、明治元年（1868年）12月26日、伏見地区は従前の筋組を17番組に編成して269町を統括した。明治5年（1872年）5月13日、番組を廃止して16区に再編され、「伏見第○区」と称するようになった。明治7年（1874年）8月27日、従前の区画を4区域に編成。元第八区の風呂屋町が紙子屋町に編入、元第九区の浜側町が元第八区の呉服町に編入されて消滅し、この時点での町数は267町だった。明治10年（1877年）4月、計49町を周辺の大亀谷村（16町）、堀内村（8町）、深草村（6町）、六地蔵村（15町）、景勝村（4町）へ編入。明治12年（1879年）4月11日、郡区町村編制法実施に伴い伏見区が設置され、町数は219となる。上記の4区のうち第三区と第四区が各2分割されて6組が設置され、「伏水第○組」と称するようになった。明治14年（1881年）1月、伏見区を廃止して紀伊郡に合併。伏見の各町は「伏見」を冠称し、伏水第一組〜第六組は紀伊郡第五組〜第十組となるが、同年10月にこれらの組名を廃止して連合戸長役場を設置し、「山村町外三十四ヶ町聯合（連合）」等の名称に改称した。明治17年（1884年）7月11日に連合戸長役場位置の変更に伴い、「山村町外三十四ヶ町聯合」等が「直違橋三丁目外三十四ヶ町聯合」等に名称が改称されている。
明治22年（1889年）4月1日、町村制施行に伴い、紀伊郡伏見町が成立した。この時「直違橋三丁目外三十四ヶ町聯合」のうち28町を深草村、「両替町一丁目外二十七ヶ町聯合」のうち3町を向島村へ編入し、残余の188町は伏見町の大字となり、「○○町」から「字○○」に改称した。同時に景勝村が編入されて字景勝となり、伏見町は計189の大字で構成されることとなった。
昭和4年（1929年）5月1日、伏見町は市制を施行して伏見市となり、同年10月1日に「字○○」から「○○町」に改称するとともに、20町が整理されて旧伏見地区の町数は168となった。同時に字景勝が8町に分割されたため、伏見市の町数は計176となった。下の表は上述の経緯をまとめたものである。
| 明治7年（1874年）  | 明治10年（1877年）                 | 明治12年（1879年） | 明治14年（1881年）1月 | 明治14年（1881年）10月       | 明治17年（1884年）           | 明治22年（1889年）             |
| ------------------ | ---------------------------------- | ------------------ | --------------------- | ---------------------------- | ---------------------------- | ------------------------------ |
| 伏見第一区（56町） | 伏見第一区（35町）                 | 伏水第一組         | 紀伊郡第五組          | 山村町外三十四ヶ町聯合       | 直違橋三丁目外三十四ヶ町聯合 | 深草村へ28町を編入             |
| 伏見第一区（56町） | 伏見第一区（35町）                 | 伏水第一組         | 紀伊郡第五組          | 山村町外三十四ヶ町聯合       | 直違橋三丁目外三十四ヶ町聯合 | 残余の7町は伏見町の大字となる  |
| 伏見第一区（56町） | 大亀谷村へ16町、 堀内村へ5町が編入 | 左の各村のうち     | 左の各村のうち        | 左の各村のうち               | 左の各村のうち               | 深草村、堀内村のうち           |
| 伏見第二区（60町） | 伏見第二区（51町）                 | 伏水第二組         | 紀伊郡第六組          | 京橋南八丁目外五十ヶ町聯合   | 米屋町外五十ヶ町聯合         | 左の51町は伏見町の大字となる   |
| 伏見第二区（60町） | 景勝村へ4町、 深草村へ6町が編入    | 左の各村のうち     | 左の各村のうち        | 左の各村のうち               | 左の各村のうち               | 景勝村、深草村のうち           |
| 伏見第三区（70町） | 伏見第三区（70町）                 | 伏水第3組（30町）  | 紀伊郡第七区          | 京町北七丁目外二十九ヶ町聯合 | 新町六丁目外二十九ヶ町聯合   | 左の30町は伏見町の大字となる   |
| 伏見第三区（70町） | 伏見第三区（70町）                 | 伏水第四組（40町） | 紀伊郡第八組          | 東町外三十七ヶ町聯合         | 東菱屋町外三十九ヶ町聯合     | 左の40町は伏見町の大字となる   |
| 伏見第四区（81町） | 伏見第四区（63町）                 | 伏水第五組（35町） | 紀伊郡第九組          | 南浜町外三十四ヶ町聯合       | 南浜町外三十四ヶ町聯合       | 左の35町は伏見町の大字となる   |
| 伏見第四区（81町） | 伏見第四区（63町）                 | 伏水第六組（28町） | 紀伊郡第十組          | 鍋島町外二十七ヶ町聯合       | 両替町一丁目外二十七ヶ町聯合 | 向島村へ3町が編入              |
| 伏見第四区（81町） | 伏見第四区（63町）                 | 伏水第六組（28町） | 紀伊郡第十組          | 鍋島町外二十七ヶ町聯合       | 両替町一丁目外二十七ヶ町聯合 | 残余の25町は伏見町の大字となる |
| 伏見第四区（81町） | 堀内村へ3町、 六地蔵村へ15町が編入 | 左の各村のうち     | 左の各村のうち        | 左の各村のうち               | 左の各村のうち               | 堀内村、宇治郡宇治村のうち     |

### 町の呼称の変遷
行政区域の変更に伴い、同じ町であっても以下の例のように呼称が変化している。
| 町名の変遷（例）                          | 町名の変遷（例） |
| ----------------------------------------- | ---------------- |
| 江戸時代（中期以降） - 明治14年（1881年） | 東町             |
| 明治14年（1881年） - 明治22年（1889年）   | 伏見東町         |
| 明治22年（1889年） - 昭和04年（1929年）   | 伏見町字東       |
| 昭和04年（1929年） - 昭和06年（1931年）   | 伏見市東町       |
| 昭和06年（1931年） -                      | 京都市伏見区東町 |

### 公称町名の一覧（旧伏見市）
過去に存在した町組や「区」に相当する行政区画は現在は存在しないが、便宜上、明治12年（1879年）に旧4区が6組に分かれた時点の区分を採用する。
| 明治12年時点の町組 | 現行公称町名 | 町数 |
| ------------------ | --- | ---- |
| 伏水第一組         | 墨染町、西桝屋町、鑓屋町、撞木町 | 4町  |
| 伏水第二組         | 丹波橋町、東大文字町、鍛冶屋町、東大黒町、海老屋町、西大黒町、津知橋町、奈良屋町、住吉町、西鍵屋町、中之町、上板橋町、桝屋町、大和町、堀詰町、清水町、小豆屋町、東朱雀町、等安町、黒茶屋町、榎町、白銀町、西朱雀町、樽屋町、雁金町、上神泉苑町、下神泉苑町、越前町、菱屋町、鳥羽町、加賀屋町、菊屋町、京町八丁目横町、京町北八丁目、京町南八丁目、京町九丁目、京町十丁目、両替町十一丁目、両替町十二丁目、両替町十三丁目、両替町十四丁目、両替町十五丁目、新町十一丁目、新町十二丁目、新町十三丁目、新町十四丁目 | 46町 |
| 伏水第三組         | 下板橋町、東組町、今町、竹中町、瀬戸物町、東大手町、紙子屋町、石屋町、指物町、御香宮門前町、観音寺町、京町四丁目、京町五丁目、京町六丁目、京町北七丁目、京町南七丁目、京町大黒町、両替町九丁目、両替町十丁目、銀座町一丁目、銀座町二丁目、銀座町三丁目、銀座町四丁目、新町五丁目、新町六丁目、新町七丁目、新町八丁目、新町九丁目、新町十丁目 | 29町 |
| 伏水第四組         | 御駕籠町、紺屋町、風呂屋町、西大手町、片原町、西町、東菱屋町、肥後町、鷹匠町、南部町、東町、聚楽町、土橋町、城通町、北尼崎町、桝形町、南尼崎町、東堺町、久米町、大宮町、聚楽町一丁目、聚楽町二丁目、大津町、問屋町、松屋町、成町、西堺町、西大文字町、帯屋町、革屋町、過書町、恵美酒町、西尼崎町 | 33町 |
| 伏水第五組         | 平野町、伯耆町、納屋町、南浜町、塩屋町、車町、東柳町、西柳町、上油掛町、中油掛町、下油掛町、京橋町、周防町、山崎町、村上町、杉本町、八幡町、三栖町一丁目、三栖町二丁目、三栖町三丁目、三栖町四丁目、三栖町五丁目、阿波橋町、三栖半町、北浜町、表町、上中町、新中町、下中町、東浜南町、西浜町、三栖向町 | 32町 |
| 伏水第六組         | 両替町一丁目、両替町二丁目、両替町三丁目、両替町四丁目、新町一丁目、新町二丁目、新町三丁目、新町四丁目、京町一丁目、京町二丁目、京町三丁目、丹後町、本材木町、柿木浜町、豊後橋町、弾正町、平戸町、讃岐町、道阿弥町、鍋島町、大坂町、御堂前町、魚屋町、常盤町 | 24町 |
| その他             | 北寝小屋町、南寝小屋町、川東町、島津町、景勝町、北端町、舞台町、毛利町、治部町、桃陵町、片桐町、東奉行町、西奉行町、奉行前町 | 14町 |

旧伏水第一組に属した町名は明治12年（1879年）時点では35町だったが、以下の変更を経て、現在は4町である。
- 明治22年（1889年）深草村へ28町を編入：直違橋片町、直違橋南一丁目、直違橋北一丁目、直違橋二丁目〜直違橋十一丁目（10町）、稲荷御前町、稲荷中ノ町、稲荷榎木橋町、北新町、藤森玄蕃町、十九軒町、山村町、北鍵屋町、南蓮池町、北蓮池町、七瀬川町、寺内町、飯食町、極楽町、鳥居崎町
- 昭和4年（1929年）合併：墨染横、七軒、南新→墨染町
- 昭和4年（1929年）編入：堀ノ上→京町十丁目に編入
- 昭和4年（1929年）改称：北恵美酒→撞木町

旧伏水第二組に属した町名は明治12年（1879年）時点では51町だったが、以下の変更を経て、現在は46町である。
- 昭和4年（1929年）合併：東住吉・西住吉→住吉町、北海老屋・南海老屋→海老屋町、津知橋小字橋町・津知橋小字夷町・勘助・景勝小字舞台の飛地[17]→津知橋町、加賀屋小字善道寺・景勝小字舞台の飛地[18]→加賀屋町、上神泉苑・景勝小字舞台の飛地[19]→上神泉苑町
- 昭和4年（1929年）編入：米屋→東大文字町に編入、東八丁目→西大黒町に編入
- 昭和4年（1929年）改称：堀詰新→堀詰町、朱雀二丁目→東朱雀町、朱雀四丁目→西朱雀町

旧伏水第三組に属した町名は明治12年（1879年）時点では30町だったが、以下の変更を経て、現在は29町である。
- 昭和4年（1929年）編入：新七→観音寺町に編入
- 昭和4年（1929年）改称：板橋二丁目→下板橋町、東町東組→東組町、新大黒→瀬戸物町、備後→東大手町

旧伏水第四組に属した町名は明治12年（1879年）時点では40町だったが、以下の変更を経て、現在は33町である。
- 昭和4年（1929年）合併：上南部・下南部→南部町、上風呂屋・下風呂屋→風呂屋町、北久米・南久米→久米町
- 昭和4年（1929年）編入：南裏→片原町に編入、呉服→東堺町に編入、東尼ケ崎→西尼崎町に編入、西菱屋→西大文字町に編入
- 昭和4年（1929年）改称：下大手→西大手町、大宮六丁目→大宮町、聚楽一丁目・二丁目→聚楽町一丁目・二丁目、西塩屋→問屋町、南恵美酒→恵美酒町

旧伏水第五組に属した町名は明治12年（1879年）時点では35町だったが、以下の変更を経て、現在は32町である。
- 昭和4年（1929年）合併：地方山崎・丹波→山崎町、上北浜・下北浜→北浜町
- 昭和4年（1929年）編入：鐘木→上油掛町に編入
- 昭和4年（1929年）改称：帯刀→納屋町、山崎→阿波橋町

旧伏水第六組に属した町名は明治12年（1879年）時点では28町だったが、以下の変更を経て、現在は24町である。
- 明治22年（1889年）向島村へ3町を編入：下之町、中之町、橋詰町
- 昭和4年（1929年）編入：玄蕃→豊後橋町に編入

「その他」のうち、北寝小屋町から治部町までは旧・景勝村に属した町名。明治22年（1889年）から昭和4年（1929年）までは伏見町字景勝で、昭和4年（1929年）の伏見市成立に際し8町に分割（字景勝小字景勝→景勝町、字景勝小字舞台→舞台町（飛地を除く）、字景勝小字北ノ端→北端町、字景勝小字治部→治部町、字景勝小字毛利→毛利町、字景勝小字島津→島津町、字景勝小字寝小屋→寝小屋町、字景勝小字川東→川東町）。伏見西部第二地区土地区画整理事業の換地処分に伴い、平成18年（2006年）1月21日に寝小屋町を廃し、北寝小屋町、南寝小屋町を新設したため、現在は9町となっている。
「その他」のうち、桃陵町以下の5町は京都市への編入後に新設された町名である。これらの地域は伏見奉行所及び与力・同心の組屋敷跡で、鳥羽・伏見の戦いで焼け落ちた後は陸軍の軍用地となり、後に第16師団隷下の工兵第16大隊の衛戍地となった。町名新設前の呼称は未詳だが、『伏見町誌』には工兵第16大隊の位置は「讃岐」と記されている。桃陵町は昭和26年（1951年）12月20日の成立、片桐町は昭和34年（1959年）の成立で、東奉行町、西奉行町、奉行前町は昭和36年（1961年）4月1日に桃陵町から分立した。
以上の町数の合計は182町。ただし、これは「新町一丁目〜新町十四丁目」などの「丁目」を各1町と数えた場合の数である。「新町一丁目〜新町十四丁目」などの「丁目」を数えず、全体で1町と数えた場合は、40町減じて142町となる。

## その他の地区

### 旧深草町
| 前身       | 公称町名 | 町数 |
| ---------- | --- | ---- |
| 伏見第一区 | 深草稲荷御前町、深草稲荷榎木橋町、深草稲荷中之町、深草直違橋南一丁目、深草直違橋北一丁目、深草直違橋二丁目、深草直違橋三丁目、深草直違橋四丁目、深草直違橋五丁目、深草直違橋六丁目、深草直違橋七丁目、深草直違橋八丁目、深草直違橋九丁目、深草直違橋十丁目、深草直違橋十一丁目、深草山村町、深草十九軒町、深草直違橋片町、深草藤森玄蕃町、深草鳥居崎町、深草芳本町、深草北新町、深草七瀬川町、深草南蓮池町、深草北鍵屋町、深草北蓮池町、深草芳永町、深草極楽町、深草寺内町、深草飯食町 | 30   |
| 大字深草   | 深草新門丈町、深草柴田屋敷町、深草出羽屋敷町、深草越後屋敷町、深草佐野屋敷町、深草大島屋敷町、深草墨染町、深草紺屋町、深草宮谷町、深草石橋町、深草中ノ島町、深草藤森町、深草仙石屋敷町、深草関屋敷町、深草池ノ内町、深草向畑町、深草谷口町、深草鞍ケ谷町、深草馬谷町、深草向ケ原町、深草霧ケ谷町、深草鐙ケ谷町、深草東軸町、深草兜山町、深草白砂町、深草砂子谷町、深草東伊達町、深草神明講谷町、深草西伊達町、深草キトロ町、深草堀田町、深草枯木町、深草西飯食町、深草フチ町、深草小久保町、深草宝塔寺山町、深草極楽寺町、深草西出町、深草田谷町、深草坊町、深草僧坊町、深草真宗院山町、深草瓦町、深草東瓦町、深草中ノ郷山町、深草ススハキ町、深草ケナサ町、深草町通町、深草野田町、深草綿森町、深草塚本町、深草今在家町、深草ヲカヤ町、深草西浦町一丁目、深草西浦町二丁目、深草西浦町三丁目、深草西浦町四丁目、深草西浦町五丁目、深草西浦町六丁目、深草西浦町七丁目、深草西浦町八丁目、深草五反田町、深草川久保町、深草坊山町、深草僧坊山町、深草極楽寺山町、深草石峯寺山町、深草西出山町、深草飯食山町、深草砥粉山町、深草扇ケ原町、深草野手町、深草大門町、深草加賀屋敷町、深草泓ノ壷町、深草善導寺町 | 77   |
| 大字福稲   | 深草車阪町、深草南明町、深草正覚町、深草願成町、深草開土町、深草本寺山町、深草薮之内町、深草開土口町、深草笹山町、深草下高松町、深草相深町、深草一ノ坪町、深草下横繩町、深草上横繩町、深草森吉町、深草六反田町、深草藤田坪町、深草稲荷鳥居前町、深草フケノ内町、深草秡川町、深草中川原町、深草平田町、深草鈴塚町、深草下川原町、深草西川原町、深草向川原町 | 26   |
| 大字大亀谷 | 深草大亀谷内膳町、深草大亀谷金森出雲町、深草大亀谷大谷町、深草大亀谷東寺町、深草大亀谷西寺町、深草大亀谷八島町、深草大亀谷敦賀町、深草大亀谷岩山町、深草大亀谷大山町、深草大亀谷万帖敷町、深草大亀谷五郎太町、深草大亀谷古御香町、深草大亀谷東古御香町、深草大亀谷安信町、深草大亀谷東安信町、深草大亀谷古城山、深草大亀谷六躰町、深草大亀谷西久宝寺町、深草大亀谷東久宝寺町 | 19   |
| その他     | 深草勧進橋町、稲荷山官有地 | 2    |

紀伊郡深草町は、昭和6年（1931年）に京都市に編入され、伏見区の一部となった。深草町は明治22年（1889年）の町村制施行時には深草村で、大正11年（1922年）に町制を施行している。明治22年（1889年）の村制施行時に、旧伏見第一区に属していた35町のうち28町を編入したが、これら28町は以下の字に改称した。
- 稲荷御前、稲荷榎木橋、稲荷中之、直違橋南一丁目、直違橋北一丁目、直違橋二丁目〜直違橋十一丁目（10町）、山村、十九軒、直違橋片町、玄蕃、鳥居崎、北新、七瀬川、南蓮池、鍵屋、北蓮池、極楽、寺内、飯食

これら28字は、大正11年（1922年）の町制施行後は深草町の字となり、昭和6年（1931年）の伏見区成立後に「深草」を冠称する30町に編成された（字北新は北新町、芳本町、芳永町に分離）。
深草村（のち深草町）には、上記28字のほか、深草、福稲、大亀谷の3つの大字があり、これらは昭和6年（1931年）の伏見区成立後に計117町に編成された。このうち、大字深草は「深草」を冠称する74町に編成された。大字福稲は大正7年（1918年）4月1日に十条通以北の区域が当時の下京区（現在の東山区）に編入され、残余は昭和6年（1931年）に「深草」を冠称する26町に編成された。大字大亀谷は昭和6年（1931年）に「深草大亀谷」を冠称する17町に編成された。
その他、以下のような町名の新設・改廃があった。
- 昭和24年（1949年）編入：深草勧進橋町（当時の下京区上鳥羽勧進橋町の一部）
- 昭和24年（1949年）合併：深草カラメ町・深草八反田町・深草小森町・深草松本町・深草陵町（上記はいずれも旧陸軍京都練兵場官有地無番地）・竹田久保町の一部→深草西浦町[28]
- 昭和45年（1970年）町名町界変更：西浦地区土地区画整理事業の換地処分に伴い、深草西浦町→深草西浦町一丁目〜深草西浦町八丁目に再編[29]
- 昭和55年（1980年）町名町界変更：桃山東地区土地区画整理事業の換地処分に伴い、深草大亀谷東古御香町、深草大亀谷東安信町を新設[30]

上記のほか、伏見稲荷大社東方の稲荷山の区域については、成立年次は未詳ながら「稲荷山官有地」と称されている。以上により、当地区の町名は「稲荷山官有地」を含め154となっている。

### 旧醍醐村
| 前身         | 公称町名 | 町数 |
| ------------ | --- | ---- |
| 大字醍醐     | 醍醐一ノ切町、醍醐二ノ切町、醍醐三ノ切、醍醐陀羅谷、醍醐片山町、醍醐御陵東裏町、醍醐御陵西裏町、醍醐赤間南裏町、醍醐北伽藍町、醍醐新町裏町、醍醐東大路町、醍醐上ノ山町、醍醐中山町、醍醐上山口町、醍醐上山田、醍醐内ケ井戸、醍醐狭間、醍醐御所ノ内、醍醐連蔵、醍醐山ケ鼻、醍醐柿原町、醍醐大高町、醍醐大畑町、醍醐廻リ戸町、醍醐古道町、醍醐切レ戸町、醍醐烏橋町、醍醐京道町、醍醐平松町、醍醐川久保町、醍醐上端山町、醍醐下端山町、醍醐落保町、醍醐高畑町、醍醐南端山、醍醐南谷、醍醐北谷、醍醐新開、醍醐醍醐山、醍醐西大路町、醍醐和泉町、醍醐御霊ケ下町、醍醐北西裏町、醍醐折戸町、醍醐南里町、醍醐槙ノ内町、醍醐岸ノ上町、醍醐構口町、醍醐一言寺裏町、醍醐柏森町、醍醐大構町、醍醐池田町、醍醐御園尾町、醍醐僧尊坊町、醍醐南西裏町、醍醐多近田町、醍醐江奈志町、醍醐鍵尾町、醍醐合場町、醍醐北端山、醍醐伽藍町、醍醐東合場町、醍醐辰巳町、醍醐下山口町、醍醐外山街道町、醍醐勝口町 | 66   |
| 大字日野     | 日野慈悲町、日野不動構町、日野馬場出町、日野西大道町、日野西風呂町、日野畑出町、日野谷寺町、日野岡西町、日野谷田町、日野西川頬、日野奥出、日野野色町、日野田頬町、日野田中町、日野北川頬、日野船尾、日野林、日野南山、日野北山 | 19   |
| 大字石田     | 石田大山町、石田内里町、石田森南町、石田大受町、石田森東町、石田森西、石田西ノ坪、石田桜木、石田川向 | 9    |
| 大字北小栗栖 | 小栗栖牛ケ淵町、小栗栖西谷町、小栗栖北谷町、小栗栖鉢伏、小栗栖西ノ峰、小栗栖森ケ淵町、小栗栖岩ケ淵町、小栗栖丸山、小栗栖北後藤町 | 9    |
| 大字南小栗栖 | 小栗栖小坂町、小栗栖山口町、小栗栖石川町、小栗栖森本町、小栗栖中山田町、小栗栖南後藤町 | 6    |

宇治郡醍醐村は、昭和6年（1931年）に京都市に編入され、伏見区の一部となった。醍醐村には醍醐、日野、石田、南小栗栖、北小栗栖の5つの大字があった。うち、大字醍醐は昭和6年（1931年）の伏見区成立時に「醍醐」を冠称する67町に編成された。その後、醍醐団地土地区画整理事業の換地処分に伴う町名町界変更に伴い、「醍醐」を冠称する町名は66となっている。
- 昭和41年（1966年）成立：醍醐大高町
- 昭和41年（1966年）廃止：醍醐高田、醍醐宮ノ下町

当地区の町のうち、醍醐一ノ切町、醍醐二ノ切町、醍醐三ノ切は区の東端、大津市、宇治市との境の山間部に位置しており、大津市側と宇治市側からしかアクセスできない。小中学校の通学区域は大津市扱いになる。
大字日野は、昭和6年（1931年）に「日野」を冠称する19町に編成された。
大字石田は、昭和6年（1931年）に「石田」を冠称する9町に編成された。
大字北小栗栖、及び大字南小栗栖は、昭和6年（1931年）に「小栗栖」（おぐりす）を冠称する15町に編成された。

### 旧堀内村
| 前身       | 公称町名 | 町数 |
| ---------- | --- | ---- |
| 大字堀内   | 桃山羽柴長吉東町、桃山羽柴長吉中町、桃山羽柴長吉西町、桃山町金森出雲、桃山筒井伊賀西町、桃山筒井伊賀東町、桃山井伊掃部東町、桃山井伊掃部西町、桃山長岡越中北町、桃山水野左近東町、桃山水野左近西町、桃山長岡越中南町、桃山長岡越中東町、桃山町丹下、桃山最上町、桃山町正宗、桃山福島太夫西町、桃山福島太夫南町、桃山福島太夫北町、桃山毛利長門西町、桃山毛利長門東町、桃山町松平筑前、桃山筑前台町、桃山町鍋島、桃山町三河、桃山町百軒長屋、桃山町二ノ丸、桃山町大蔵、桃山町島津、桃山町古城山、桃山町下野、桃山町片岸、桃山町丸山、桃山町立売、桃山町泰長老、桃山町本多上野、桃山町松平武蔵、桃山町伊賀、桃山町根来、桃山町板倉周防、桃山町治部少丸、桃山町永井久太郎、桃山町丹後、桃山町駿河、桃山町美濃、桃山町弾正島、桃山町金井戸島、桃山町真斎 | 48   |
| 大字六地蔵 | 桃山町和泉、桃山町新町、桃山町見附町、桃山町遠山、桃山町東町、桃山町安芸山、桃山町町並、桃山町養斎、桃山町大島、桃山町日向、桃山町山ノ下、桃山紅雪町、桃山町伊庭、桃山町西尾、桃山町中島町、桃山町因幡、桃山町西町、桃山町大津町 | 18   |
| 旧向島村   | 桃山与五郎町、桃山南大島町 | 2    |

紀伊郡堀内村は、昭和6年（1931年）に京都市に編入され、伏見区の一部となった。堀内村には堀内、六地蔵の2つの大字があったが、これらは「桃山町」を冠称する55町に編成された。55町のうち下記の18町（いずれも「桃山町」を冠称）は旧・大字六地蔵であり、残余の37町は旧・大字堀内である。
- 和泉、新町、見附町、遠山、東町、安芸山、町並、養斎、大島、日向、山ノ下、紅雪、伊庭、西尾、中島町、因幡、西町、大津町

その後、以下のような町名町界の変更があり、「桃山町」または「桃山」を冠称する町名は68となっている。なお、昭和6年（1931年）成立の町は「桃山町○○」と称するのに対し、その後新設または改称された町は「桃山○○町」と称する。
- 昭和18年（1943年）町名町界変更：桃山土地区画整理事業の換地処分に伴い、以下の町名を分割・改称。桃山町水野左近→桃山水野左近東町・桃山水野左近西町、桃山町長岡越中→桃山長岡越中東町・桃山町長岡越中南町・桃山町長岡越中北町、桃山町福島大夫→桃山福島大夫西町・桃山福島大夫南町・桃山福島大夫北町、桃山町毛利長門→桃山毛利長門東町・桃山毛利長門西町、桃山町井伊掃部→桃山井伊掃部東町・桃山井伊掃部西町、桃山町筒井伊賀→桃山筒井伊賀東町・桃山筒井伊賀西町、桃山町羽柴長吉→桃山羽柴長吉東町・桃山羽柴長吉中町・桃山羽柴長吉西町、桃山町最上→桃山最上町
- 昭和31年（1956年）町名町界変更：松平筑前土地区画整理事業の換地処分に伴い、桃山筑前台町を新設[34]
- 昭和43年（1968年）改称：向島与五郎町→桃山与五郎町、向島大島町→桃山南大島町[35]
- 昭和55年（1980年）町名町界変更：桃山東地区土地区画整理事業の換地処分に伴い、町界変更して桃山町紅雪→桃山紅雪町に改称[30]

「桃山町」を冠称する町のうち、桃山町弾正島、桃山町金井戸島、桃山町真斎は地区の主要部分から離れた飛地となっている（元々は旧堀内村の飛地）。
「桃山」を冠称する町のうち、桃山与五郎町、桃山南大島町は改称前の地名が示す通り、旧向島村だった地域である。

### 旧竹田村、下鳥羽村
| 前身                  | 公称町名 | 町数 |
| --------------------- | --- | ---- |
| 旧竹田村              | 竹田向代町、竹田向代町川町、竹田流池町、竹田青池町、竹田中島町、竹田久保町、竹田中川原町、竹田桶ノ井町、竹田西桶ノ井町、竹田内畑町、竹田中内畑町、竹田西内畑町、竹田段ノ川原町、竹田浄菩提院町、竹田田中殿町、竹田松林町、竹田東小屋ノ内町、竹田西小屋ノ内町、竹田田中宮町、竹田泓ノ川町、竹田鳥羽殿町、竹田七瀬川町、竹田三ツ杭町、竹田真幡木町、竹田藁屋町、竹田醍醐田町、竹田狩賀町 | 27   |
| 旧下鳥羽村 大字中島   | 中島秋ノ山町、中島御所ノ内町、中島河原田町、中島樋ノ上町、中島宮ノ前町、中島外山町、中島前山町、中島鳥羽離宮町、中島北ノ口町、中島堀端町、中島中道町、中島流作町 | 12   |
| 旧下鳥羽村 大字下鳥羽 | 下鳥羽前田町、下鳥羽城ノ越町、下鳥羽上向島町、下鳥羽中向島町、下鳥羽下向島町、下鳥羽南町前町、下鳥羽長田町、下鳥羽渡瀬町、下鳥羽葭田町、下鳥羽東柳長町、下鳥羽西柳長町、下鳥羽南柳長町、下鳥羽北三町、下鳥羽中三町、下鳥羽南三町、下鳥羽平塚町、下鳥羽北円面田町、下鳥羽中円面田町、下鳥羽南円面田町、下鳥羽六反長町、下鳥羽南六反長町、下鳥羽上三栖町、下鳥羽広長町、下鳥羽澱女町、下鳥羽浄春ケ前町、下鳥羽小柳町、下鳥羽但馬町、下鳥羽北ノ口町、下鳥羽東芹川町、下鳥羽西芹川町、下鳥羽芹川町 | 31   |

紀伊郡竹田村は、昭和6年（1931年）に京都市に編入され、伏見区の一部となった。竹田村には大字はなく、村域は昭和6年（1931年）に「竹田」を冠称する23町に編成された。その後、伏見西部第一地区土地区画整理事業の換地処分に伴う町名町界変更に伴い、「竹田」を冠称する町名は27となっている。
- 平成9年（1997年）成立：竹田西桶ノ井町、竹田中内畑町、竹田西内畑町、竹田東小屋ノ内町、竹田西小屋ノ内町、竹田鳥羽殿町
- 平成9年（1997年）廃止：竹田小屋ノ内町、竹田踞川町

紀伊郡下鳥羽村は、昭和6年（1931年）に京都市に編入され、伏見区の一部となった。下鳥羽村には下鳥羽、中島の2つの大字があった。うち、大字中島は昭和6年（1931年）に「中島」を冠称する12町に編成された。その後、伏見西部第一地区土地区画整理事業の換地処分に伴う町名町界変更に伴い、「中島」を冠称する町名は差引12となっている。
- 平成9年（1997年）成立：中島鳥羽離宮町
- 平成9年（1997年）廃止：中島宮ノ後町

大字下鳥羽は昭和6年（1931年）に「下鳥羽」を冠称する24町に編成された。その後、伏見西部第一地区土地区画整理事業及び伏見西部第二地区土地区画整理事業の換地処分に伴う町名町界変更に伴い、「下鳥羽」を冠称する町名は31となっている。
- 平成9年（1997年）成立：下鳥羽東芹川町、下鳥羽西芹川町
- 平成18年（2006年）成立：下鳥羽東柳長町、下鳥羽西柳長町、下鳥羽南柳長町、下鳥羽北三町、下鳥羽中三町、下鳥羽南三町、下鳥羽北円面田町、下鳥羽中円面田町、下鳥羽南円面田町、下鳥羽南六反長町
- 平成18年（2006年）廃止：下鳥羽柳長町、下鳥羽三町、下鳥羽円面田町、下鳥羽須釜町、下鳥羽松若町

下鳥羽芹川町は、 平成9年（1997年）に主要部分が下鳥羽東芹川町、下鳥羽西芹川町となり、旧飛地のみ存続している。
上鳥羽南部地区土地区画整理事業の換地処分に伴う町名町界変更により、伏見区と南区の区境が堀川の流路形状を基準に変更されたため、伏見区に隣接した南区上鳥羽藁田・上鳥羽卯ノ花・上鳥羽火打形町のそれぞれ一部が竹田向代町川町に編入、南区に隣接した伏見区竹田向代町川町・竹田流池町のそれぞれ一部が南区上鳥羽卯ノ花町及び上鳥羽火打形町に編入されたほか、竹田向代町、竹田向代町川町、竹田流池町の一部で町界変更が行われている。

### 旧横大路村、向島村、納所村
| 前身                  | 公称町名 | 町数 |
| --------------------- | --- | ---- |
| 旧横大路村 大字横大路 | 横大路草津町、横大路東裏町、横大路朱雀、横大路天王後、横大路貴船、横大路天王前、横大路中之庄町、横大路芝生、横大路橋本、横大路中ノ島町、横大路畑中町、横大路長畑町、横大路柿ノ本町、横大路鍬ノ本、横大路畔ノ内、横大路上ノ浜町、横大路南島、横大路菅本、横大路向ヒ、横大路龍ケ池、横大路一本木、横大路前川町、横大路六反畑、横大路西海道、横大路八反田、横大路下ノ坪、横大路北ノ口町、横大路神宮寺、横大路松林、横大路千両松町、横大路富ノ森町、横大路下島、（横大路沼） | 30   |
| 旧横大路村 大字下三栖 | 横大路下三栖梶原町、横大路下三栖辻堂町、横大路下三栖南郷、横大路下三栖城ノ前町、横大路下三栖宮ノ後、横大路下三栖東ノ口町、横大路下三栖里ノ内、横大路下三栖山殿 | 10   |
| 旧横大路村 大字三栖   | 横大路三栖池田屋敷町、横大路三栖木下屋敷町、横大路三栖山城屋敷町、横大路三栖泥町跡町、横大路三栖大黒町 | 5    |
| 旧向島村              | 向島渡シ場町、向島清水町、向島鷹場町、向島藤ノ木町、向島東泉寺町、向島立河原町、向島吹田河原町、向島庚申町、向島善阿弥町、向島本丸町、向島丸町、向島橋詰町、向島中島町、向島二ノ丸町、向島津田町、向島西堤町、向島上林町、向島東定請、向島西定請、向島大河原、向島大黒、向島柳島、向島下之町、向島中之町、向島新大河原、向島新上林、向島四ツ谷池、向島二本柳、向島黒坊、向島新田、向島又兵衛、向島下五反田、向島上五反田                                                 | 33   |
| 旧向島村              | 葭島矢倉町、葭島金井戸町、葭島渡場島町 | 3    |
| 旧向島村              | 南新地 | 1    |
| 旧納所村              | 納所町、納所妙徳寺、納所南城堀、納所北城堀、納所薬師堂、納所星柳、納所和泉屋、納所中河原、納所大野、納所下野、納所外島、納所岸下 | 12   |

紀伊郡横大路村は、昭和6年（1931年）に京都市に編入され、伏見区の一部となった。横大路村には横大路、下三栖（しもみす）、三栖（みす）の3つの大字があった。うち、大字横大路は昭和6年（1931年）に「横大路」を冠称する32町に、大字下三栖は「横大路下三栖」を冠称する8町に、大字三栖は「横大路三栖」を冠称する5町に、それぞれ編成された。その後、以下の変更を経て、「横大路」を冠称する町は差引32町となっている（「横大路下三栖」及び「横大路三栖」を冠称するものを除く）。
- 昭和37年（1962年）成立：横大路千両松町[39]
- 昭和37年（1962年）廃止：横大路沼[39]（#備考を参照）

「横大路三栖」を冠称する町のうち、横大路三栖池田屋敷町、横大路三栖木下屋敷町は飛地状に存在する。
紀伊郡向島村（むかいじまむら）は、昭和6年（1931年）に京都市に編入され、伏見区の一部となった。向島村には下之町、中之町、橋詰町の3町と、向島、葭島新田（よしじましんでん）の2つの大字があった。うち、下之町、中之町、橋詰町は明治22年（1889年）の町村制施行時に伏見の町組から向島村に編入された区域で、昭和6年（1931年）に向島下之町、向島中之町、向島橋詰町となった。大字向島は昭和6年（1931年）に「向島」を冠称する17町に編成された。大字葭島新田は昭和6年（1931年）に「向島」を冠称する10町、「葭島」を冠称する3町、及び南新地の計14町に編成された。「向島」を冠称する町のうち、大字葭島新田に属していたのは、東定請、西定請、上林町、津田町、大河原、大黒、上五反田、下五反田、柳島、又兵衛の10町である。以上のように、「向島」を冠称する町名は、昭和6年（1931年）当時30町だったが、以下の変更を経て、計33町となっている。
- 昭和30年（1955年）成立：向島新大河原、向島新上林、向島四ツ谷池、向島二本柳、向島黒坊、向島新田[40]
- 昭和30年（1955年）廃止：向島古川町[40]
- 昭和43年（1968年）改称：向島与五郎町→桃山与五郎町、向島大島町→桃山南大島町

「葭島」を冠称する町は、京阪電鉄中書島駅付近と、京都競馬場付近の2か所に分かれて存在する。
紀伊郡納所村（のうそむら）は、昭和6年（1931年）に京都市に編入され、伏見区の一部となった。納所村には納所町、納所村の2つの大字があった。うち、納所町はもとは淀城下の6町の1つで、明治22年（1889年）の町村制施行時に納所村の大字となり、昭和6年（1931年）に伏見区納所町となった。大字納所村は昭和6年（1931年）に「納所」を冠称する11町に編成された。

### 旧久我村、羽束師村、淀町
| 前身       | 公称町名 | 町数 |
| ---------- | --- | ---- |
| 旧久我村   | 久我石原町、久我本町、久我御旅町、久我森の宮町、久我東町、久我西出町                                                            | 6    |
| 旧羽束師村 | 羽束師菱川町、羽束師古川町、羽束師志水町、羽束師鴨川町                                                                          | 4    |
| 旧淀町     | 淀樋爪町、 淀水垂町、 淀大下津町、 淀木津町、 淀川顔町、 淀新町、 淀下津町、 淀池上町、 淀本町、 淀美豆町、 淀際目町、 淀生津町 | 12   |

乙訓郡久我村は、昭和25年（1950年）に京都市に編入され、伏見区の一部となった。久我村には大字はなく、村域は「久我」を冠称する6町に編成された。
乙訓郡羽束師村は、昭和25年（1950年）に京都市に編入され、伏見区の一部となった。羽束師村には菱川、古川、志水、鴨川の4つの大字があり、これらは「羽束師」を冠称し、旧大字名を継承する4町に編成された。
久世郡淀町は、昭和32年（1957年）に京都市伏見区に編入され、「淀」を冠称する12町に編成された。久世郡淀町の区域は、明治22年（1889年）の町村制施行時には以下の1町2村だった。
- 久世郡淀町（池上、下津、新町（しんちょう）の3大字がある）
- 綴喜郡美豆村（美豆、際目、生津の3大字がある）
- 乙訓郡淀村（樋爪、水垂、大下津の3大字がある）

このうち、旧淀町は明治22年（1889年）の町村制施行時に旧淀城下の池上町、下津町、新町が合併して成立した。美豆村は昭和10年（1935年）、淀村は昭和11年（1936年）に当時の淀町に編入された。なお、淀村大字水垂及び大字大下津は、明治22年（1889年）までは紀伊郡に属していたので、これら1町2村の区域には久世、綴喜、乙訓、紀伊の4郡の各一部が含まれていたことになる。
1町2村合併後の淀町は、前述の通り昭和32年（1957年）に京都市に編入された。この際、大字池上は淀池上町及び淀本町に、大字新町は淀新町、淀木津町、淀川顔町となり、残余の7大字は「淀」を冠称し、旧大字名を継承する7町に編成された。
以上、旧伏見市域の町名は182、その他の地域の町名は517、計699町となる（「丁目」を各1町と数えた場合（町丁も参照）。2021年現在）。

## 備考
伏見区の町名について、いずれを現行公称町名とみなすかについては、参照する資料によって相違がある。ここでは以下の資料間における町名の異同について記す。
- 『角川日本地名大辞典 26 京都府』（略称「角川」）
- 「京都市区の所管区域条例」（昭和24年4月1日京都市条例第7号）（略称「所管区域条例」）
- 「公職選挙法に基づいて行う各種選挙の投票区（伏見区）」（昭和27年9月1日伏見区選管告示第7号）（略称「選管告示」）
- 「京都市伏見区の郵便番号一覧」（略称「郵便番号一覧」）

なお、本項解説における町名リストや町数の記載は、混乱を避けるため便宜上『角川日本地名大辞典』を基準とした。
- 稲荷山官有地 - 伏見稲荷大社東方の稲荷山付近を指す地名。「深草稲荷山官有地」とも称する。「所管区域条例」には当該町名が見えないが、「選管告示」では第1投票区に属する町名として見える。「角川」は、成立年次未詳ながら、現行公称地名であるとする。当該区域には「深草稲荷山町」の呼称もあり、「郵便番号一覧」では「稲荷山官有地」と「深草稲荷山町」を別個に掲げている。京都市総合企画局情報化推進室が公表している「住民基本台帳人口」も「稲荷山官有地」と「深草稲荷山町」を別個に掲げているが、人口の集計は「稲荷山官有地」に合算されている。なお、「京都市伏見区深草地番参考図」（図葉番号 220-11、220-12、220-17）によると、稲荷山内の七神蹟地とその参道は深草開土口町に所属する。
- 桃山町古城山、桃山町丸山、桃山町二ノ丸、桃山町治部少丸 - これら4町は全域が伏見桃山陵内に位置する無人町である。これらの町名について、「角川」は現行公称地名とし、「所管区域条例」にも収録されるが、「選管告示」には収録されない。なお、宮内庁書陵部桃山陵墓監区事務所の住所は桃山町古城山である。京都市統計ポータルの「公称町の例外的な取扱について」によると、第二次世界大戦以前（時期不詳）に合筆されており、昭和44年（1969年）に宮内庁により事後整理の登記がされて町の区域が消滅し、現在は「桃山町三河」の一部とされている[42]。
- 桃山町片岸 - 「角川」「所管区域条例」「選管告示」のいずれにも収録されるが、地図にみえない。「選管告示」では第13投票区に属する町名として見える。「角川」は丘陵地に位置する無人町とする。
- 桃山町三河 - 桃山丘陵を挟んで、東西2か所に分かれて存在する。東側の区域は、伏見桃山陵内に位置する無人町である。
- 醍醐高田、醍醐宮ノ下町 - これら2町は「郵便番号一覧」にはみえるが、「角川」は昭和41年（1966年）に廃止された旧町名とする。醍醐宮ノ下町は現在の醍醐京道町の一部、醍醐高田は現在の醍醐大高町、醍醐古道町、醍醐片山町、醍醐烏橋町のそれぞれの一部で、京都市醍醐団地土地区画整理事業の換地処分に伴い、昭和41年（1966年）8月に現在の町名町界に変更されている[32]。
- 醍醐南谷 - 「角川」「所管区域条例」「選管告示」のいずれにも収録されるが、一部の地図にみえない。「角川」は山間部に位置する無人町とする。「京都市伏見区醍醐地番参考図」（図葉番号222-21、222-22）によると、醍醐大畑町の北東端に隣接する。
- 横大路沼 - この町名は「選管告示」「郵便番号一覧」にはみえるが、「所管区域条例」にはみえない。元々は宇治川右岸にあった沼の名称及び所在地で[43]、干拓により現在の横大路千両松町の一部となった。「角川」は昭和37年（1962年）に廃止された旧町名とするが、「横大路天王前」内に現存する町名である[38][44]。町内には梱包運輸会社が所在する。
- 小栗栖宮山 - 元京都市立小栗栖宮山小学校[45]及び小栗栖八幡宮の所在地。この町名は「郵便番号一覧」にはみえるが、「角川」には旧町名としても言及がなく、「所管区域条例」「選管告示」にもみえない。
- 小栗栖西ノ峰 - 「所管区域条例」のみ「小栗栖西ノ峰」と表記し、「選管告示」「郵便番号一覧」では「小栗栖西ノ峯」と表記するが、地図にみえない。「京都市伏見区醍醐地番参考図」（図葉番号232-20、233-16）によると、小栗栖北谷町の西側に位置する。